# Florencio Amarilla
Florencio Amarilla Lacasa, né le 3 janvier 1935 à Bogado et mort le 25 août 2012, est un footballeur international paraguayen, évoluant au poste d'attaquant durant les années 1950 et 1960, avant de devenir acteur de cinéma à l'issue de sa carrière sportive.

## Biographie

### Carrière dans le football
Florencio Amarilla fait ses débuts professionnels en 1953 avec le Club Nacional, à Asuncion, dans la capitale. Il y joue jusqu'en 1958, avant de rejoindre l'Europe et la Liga puisqu'il est transféré au Real Oviedo puis au club d'Elche CF pour une dernière saison avant d'achever son parcours dans des formations plus modestes comme le RCD Majorque, Constancia et L'Hospitalet.
Sélectionné à 31 reprises par l'équipe du Paraguay, il fait partie des 22 Paraguayens sélectionnés pour prendre part à la Coupe du monde de 1958. Durant le premier tour, il inscrit deux buts, un doublé lors de la rencontre perdue 7-3 face à la France. Il inscrit également trois buts lors d'une rencontre de qualification pour la Coupe du monde, face à l'Uruguay.

### Carrière dans le cinéma
Après la fin de sa carrière, Amarilla commence une nouvelle carrière, celle d'acteur. Il joue ainsi dans plusieurs films tournés dans la région d'Almería, où l'ancien international réside. Parfois crédité d'un rôle mineur, il compte dans sa filmographie des westerns comme Les Collines de la terreur, Les Cent Fusils, Soleil rouge, Shalako, El Condor et Catlow mais aussi des apparitions dans Patton et Conan le Barbare.